# Drastamat Kanajan
Drastamat Kanajan (orm. Դրաստամատ Կանայան; ps.: Դրօ, tłum.: Dro; ur. 31 maja 1884, zm. 8 marca 1956) – ormiański żołnierz i polityk. Minister obrony narodowej w rządzie Demokratycznej Republiki Armenii. Jeden z przywódców dasznaków na emigracji. Dowódca 812. armeńskiego batalionu Wermachtu podczas II wojny światowej.

## Życiorys

### Młodość
Urodził się 31 maja 1884 roku w Iğdırze, w Imperium Rosyjskim. Był synem Martirosa Kanajana, głowy klanu Kanajanów w Iğdırze i Horom Kanajan. Uczył się w miejscowej szkole parafialnej, a następnie gimnazjum w Erywaniu. Pod wpływem opowieści o sukcesach w walkach z Turkami gen. Andranika Ozaniana i idei nacjonalistycznych głoszonych przez Armeńską Federację Rewolucyjną (dasznaków) wstąpił podczas nauki do tajnej młodzieżowej organizacji, która opowiadała się przeciw rządom carskim i za niezależnością Armenii. Po ogłoszeniu przez władze 12 czerwca 1903 edyktu oddającego całą własność ormiańskiego Kościoła pod zwierzchność rosyjską, uczestniczył w masowych demonstracjach organizowanych przeciw temu przez dasznaków. W latach 1903–1905 brał aktywny udział w ormiańskim ruchu narodowym; współuczestniczył w zabójstwie księcia Nakaszidze i gen. Alichanowa. Po ukończeniu gimnazjum uczył się w szkole wojskowej. W 1908 zbiegł do Imperium Osmańskiego. W 1914 powrócił do Armenii.

### Kariera wojskowa (1914–1920)
Podczas I wojny światowej był jednym z dowódców ormiańskich oddziałów ochotniczych w ramach Rosyjskiej Armii Kaukaskiej; został osobiście odznaczony przez cara Mikołaja II. Po zwycięstwach nad Turkami w kampanii kaukaskiej stał się popularnym dowódcą wojskowym. Z tego powodu w okresie marzec-kwiecień 1918 został mianowany przez Armeńską Radę Narodową wojskowym komisarzem regionu Ararat w zachodniej Armenii. Brał udział w maju jako głównodowodzący wojskami ormiańskimi w bitwie pod Abaranem, która umożliwiła ogłoszenie niepodległej Armenii. W latach 1918–1920 pełnił funkcję ministra obrony narodowej w rządzie Demokratycznej Republiki Armenii. Dowodził wojskami ormiańskimi w wojnach z Gruzją (grudzień 1918), Azerbejdżanem i Turcją.

### Emigracja i kolaboracja z III Rzeszą (1920–1945)
Po inkorporacji Armenii do Rosji sowieckiej na początku grudnia 1920, wyemigrował do Persji, a następnie Republiki Weimarskiej. Podczas II wojny światowej podjął kolaborację z Niemcami w nadziei wyzwolenia Armenii spod sowieckiej władzy i stworzenia niezależnego państwa. W 1941 został dowódcą 812 Armeńskiego Batalionu Wehrmachtu. Po kapitulacji Niemiec z 8 na 9 maja 1945, dostał się w Heidelbergu do niewoli amerykańskiej, ale wkrótce został zwolniony.

### Emigracja (1945–1956)
Zamieszkał w Libanie wśród tamtejszej dużej diaspory ormiańskiej. Zmarł 8 marca 1956 podczas leczenia w szpitalu w Bostonie.
Po odzyskaniu niepodległości przez Armenię jego prochy zostały w 2001 sprowadzone do ojczyzny i uroczyście pochowane.

## Upamiętnienie
Na jego cześć ustanowiono w Armenii Narodowy Instytut Studiów Strategicznych im. Drastamata Kanajana oraz odznaczenie wojskowe.

## Galeria

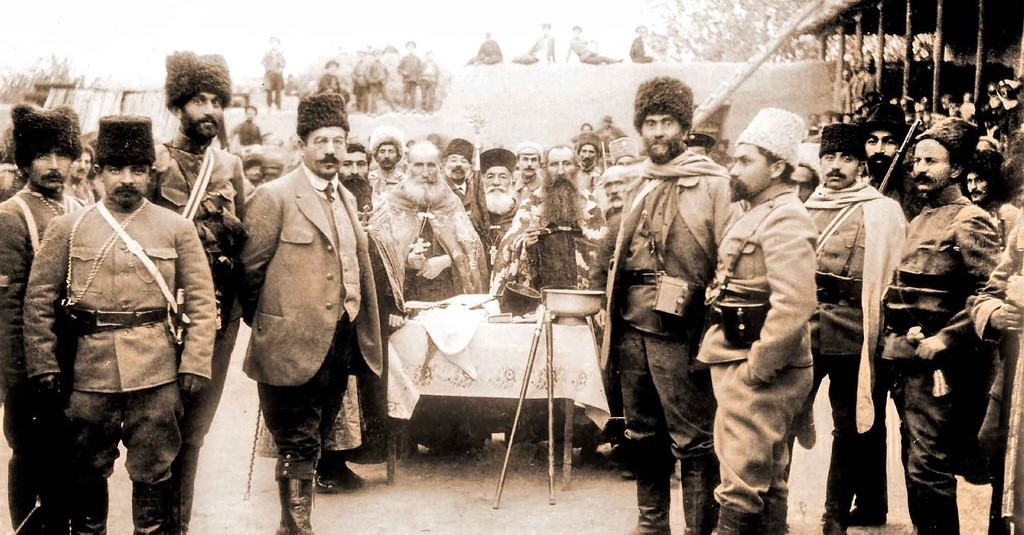
Inspekcja wojsk ormiańskich, 1915 rok
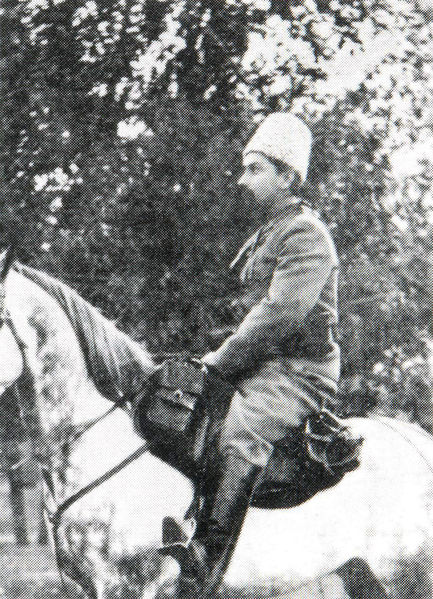
Konno na służbie, data nieznana
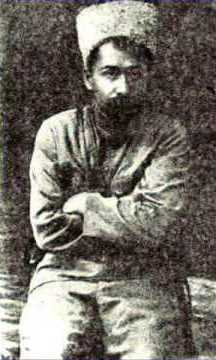
W mundurze, data nieznana
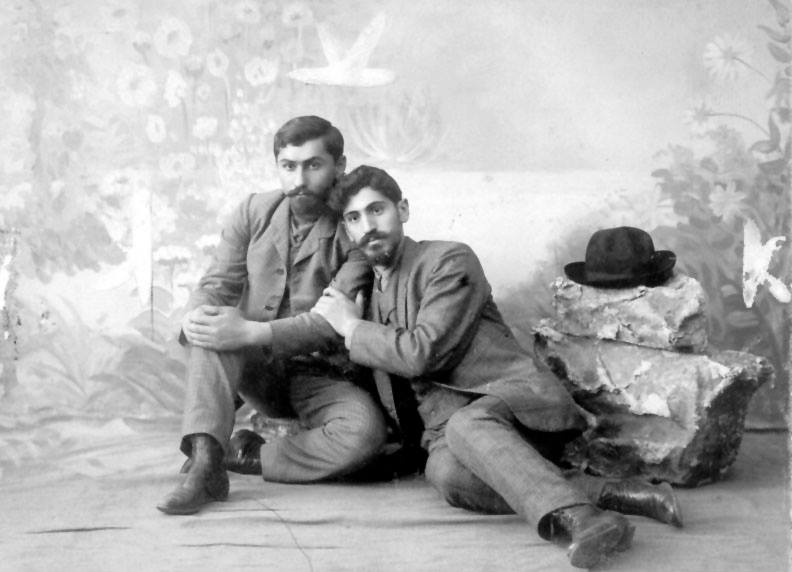
Z Martirosem Sarianem, data nieznana
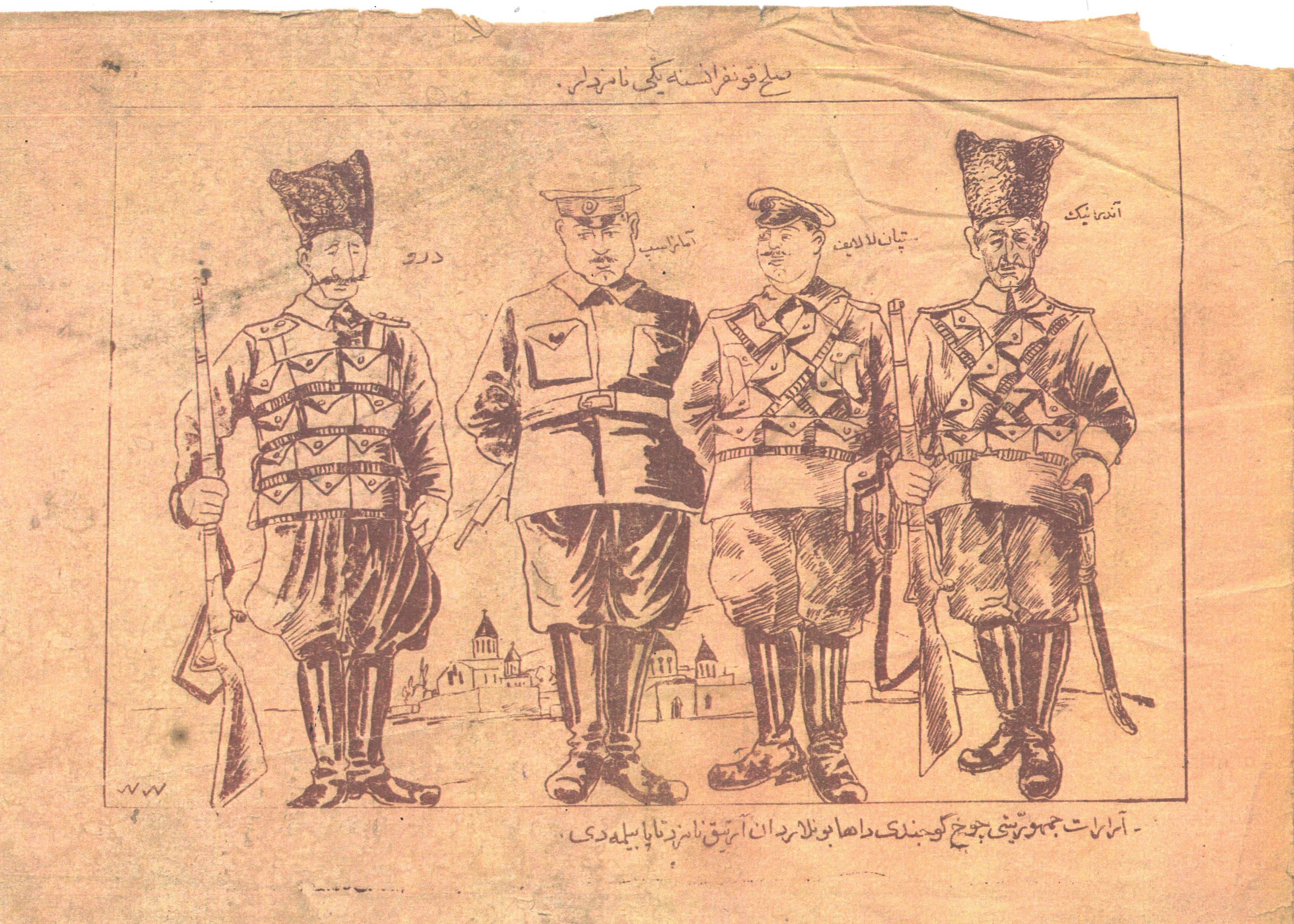
Turecka karykatura głównych dowódców ormiańskich, od lewej: Andranik Ozanian, Stepan Lalajew, Hamazasp Srvandztyan i Dro, 1919 rok
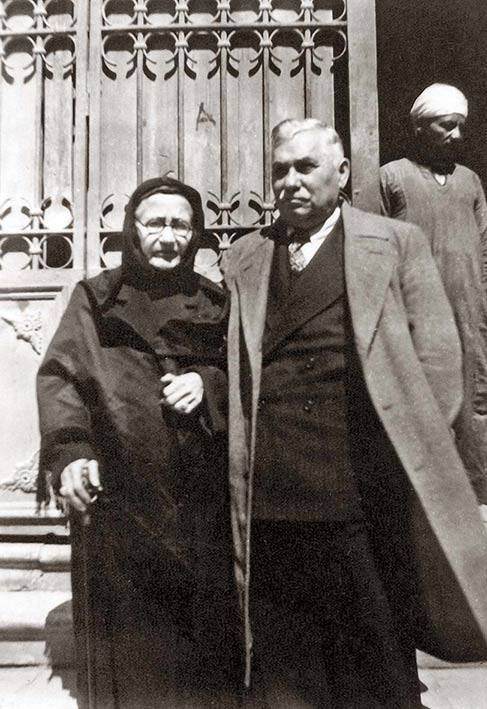
Razem z Sose Majrig, 1947 rok
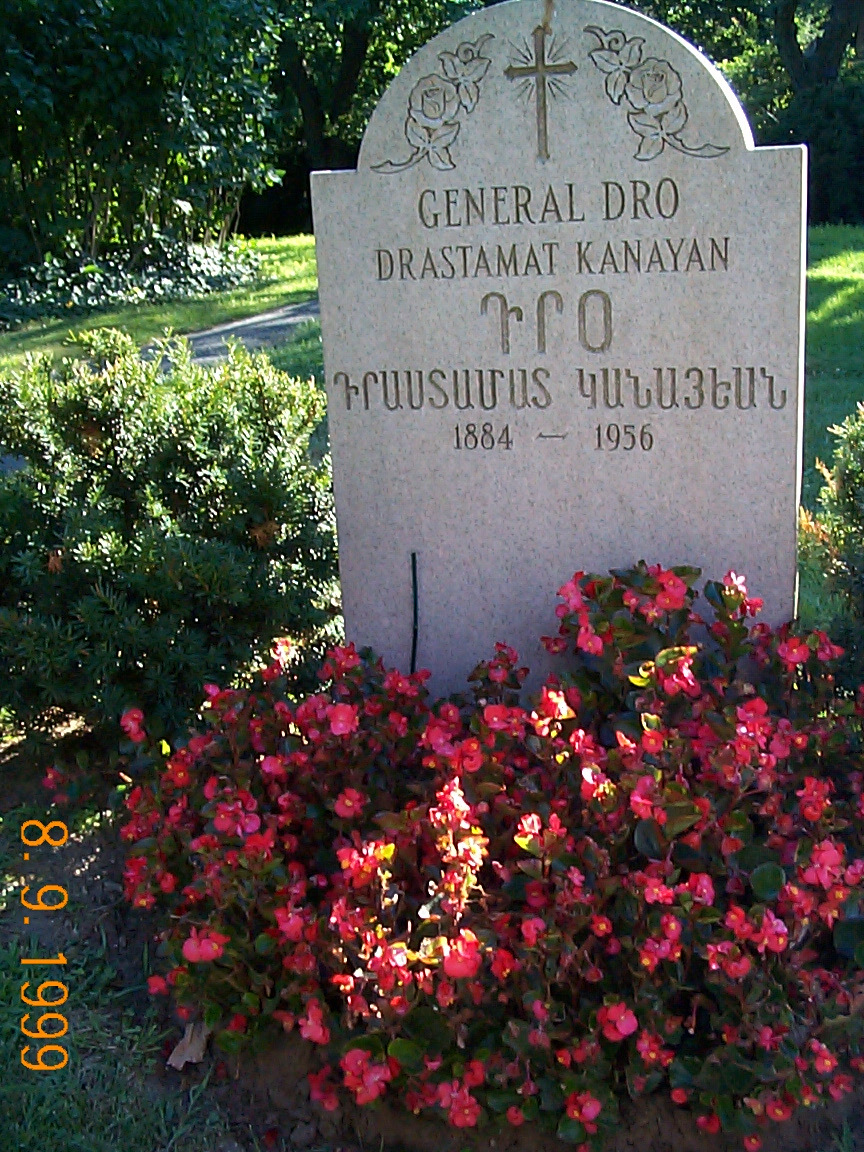
Grób generała Dro w Watertown, 1999 rok
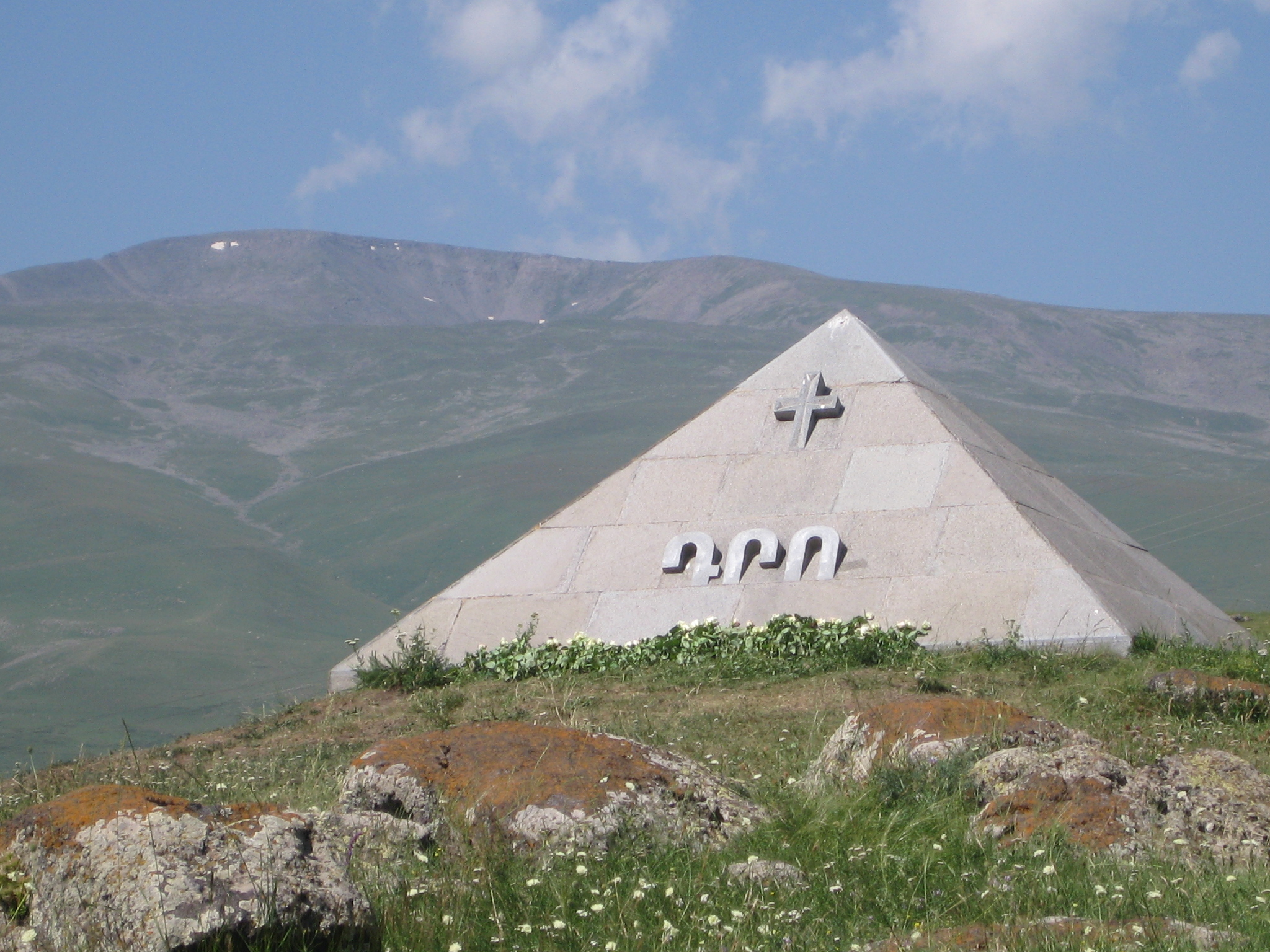
Mauzoleum Kanajana w Aparanie, 2008 rok
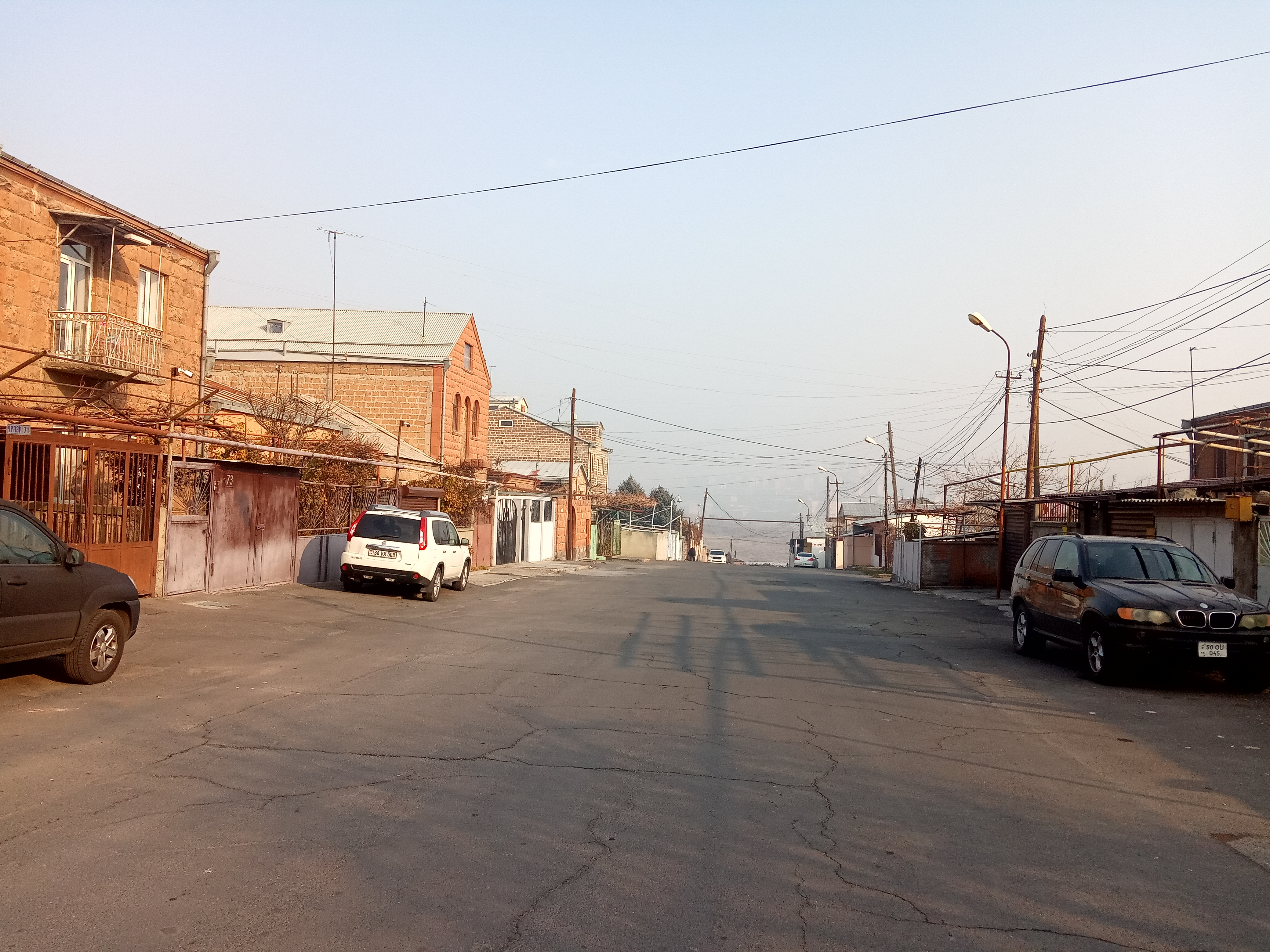
Ulica Dro w Erywaniu, 2021 rok